# Likovna pesem
Likovna pesem ali carmen figuratum (latinsko pesem podoba) je pesem, katere zunanja oblika predstavlja nek predmet, ki je najpogosteje povezan s tematiko pesmi. Lahko so kakršne koli oblike.
Primer likovne pesmi je Prešernova Zdravljica, katere kitice so po obliki podobne vinskemu kelihu, saj je pesem po vrsti napitnica).
      Prijatlji! obrodile

so trte vince nam sladkó,

     ki nam oživlja žile,

    srcé razjásni in oko,

             ki utopi

            vse skrbi,

  v potrtih prsih up budi!